# Antiquariato

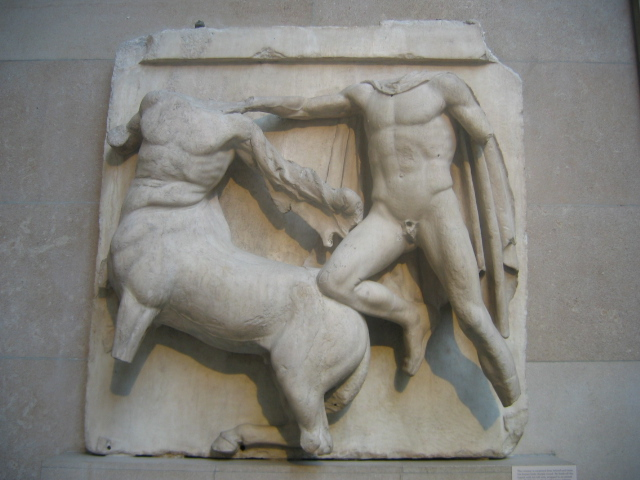
Metopa dai Marmi di Elgin

Con il termine antiquariato ci si riferisce a quell'insieme di attività che vanno dalla ricerca alla raccolta, alla collezione al commercio di oggetti antichi, ai quali viene attribuito un valore artistico, artigianale, storico o culturale. Anche se l'interesse del settore antiquario può esser suscettibile ai cambiamenti di gusto, moda e cultura, gli oggetti d'interesse di questo settore possono andare dalle opere d'arte al mobilio, dagli oggetti d'arte decorativa ed ornamentale, alla bibliofilia, comprendendo anche quell'attività di ricerca e recupero di oggetti ritenuti, in una certa epoca, obsoleti e démodé. In questo senso, proprio per distinguere l'alto antiquariato dal semplice rigattierato, in Francia si usano i termini "antiquaire" e "brocanteur".
L'antiquariato rivolge sempre e comunque la sua attenzione ad oggetti antichi che, come tali, siano antecedenti di almeno 100 anni. In questo senso l'antiquariato si distingue nettamente dal modernariato, che rivolge la sua attenzione ad oggetti industriali ed opere di design del periodo modernista e postmodernista e dal vintage, che tratta indiscriminatamente oggetti di seconda mano antecedenti di almeno 15 anni e non più di 100.

## Oggetti di antiquariato

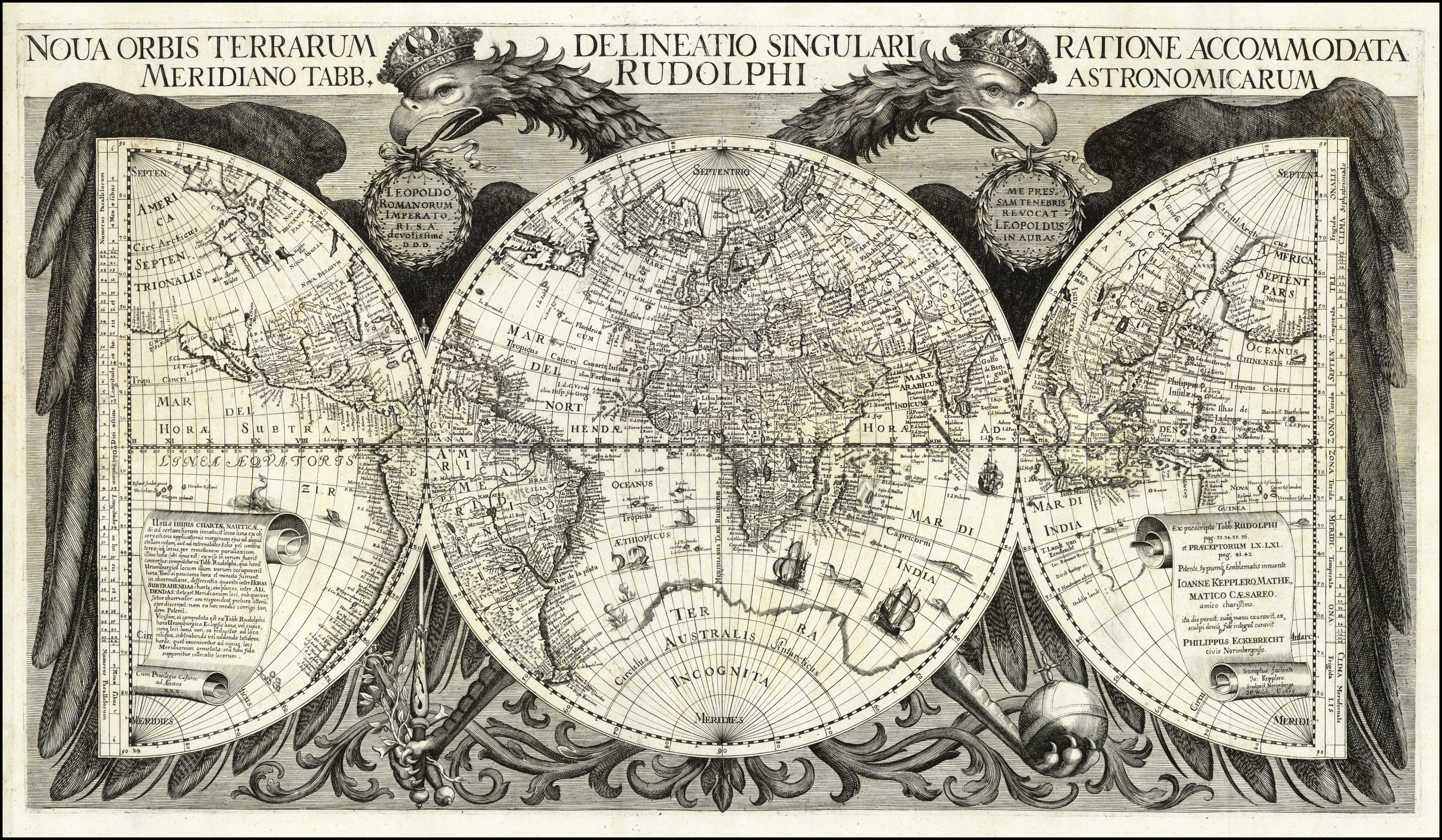
Un'antica mappa

Un "oggetto di antiquariato" è un vecchio pezzo da collezione. È collezionabile o desiderabile per la sua età, rarità, condizione, utilità o altre caratteristiche che lo rendono unico. È un oggetto che rappresenta un'epoca precedente della società umana.
Gli oggetti d'antiquariato mostrano solitamente un carattere in qualche misura artigianale, o una certa attenzione all'aspetto estetico, come una scrivania o le prime automobili. Si comprano presso negozi di antiquariato o si tramandano come patrimonio. Alcuni pezzi di valore si possono comprare da antiquari e servizi d'aste o acquistare in linea attraverso siti web e aste telematiche. Gli antiquari sono spesso membri di associazioni nazionali di categoria, molte delle quali appartengono esse stesse alla CINOA, una confederazione di mercanti d'arte e antiquari di 19 paesi, che rappresenta 5.000 operatori.

## Finalità
Qualsiasi museo storico fa notevole uso di pezzi d'antiquariato per illustrare eventi storici ed inserirli in un contesto pratico. In effetti quasi qualunque oggetto può diventare d'antiquariato se sopravvive abbastanza a lungo, ma il valore di un pezzo sul mercato è determinato dalla sua attrattiva e dalla sua accettazione sociale. Ad esempio esistono musei dell'effimero, ossia di oggetti normalmente utilizzati per breve tempo e poi gettati via, come imballaggi, volantini e poster pubblicitari.

## Definizione

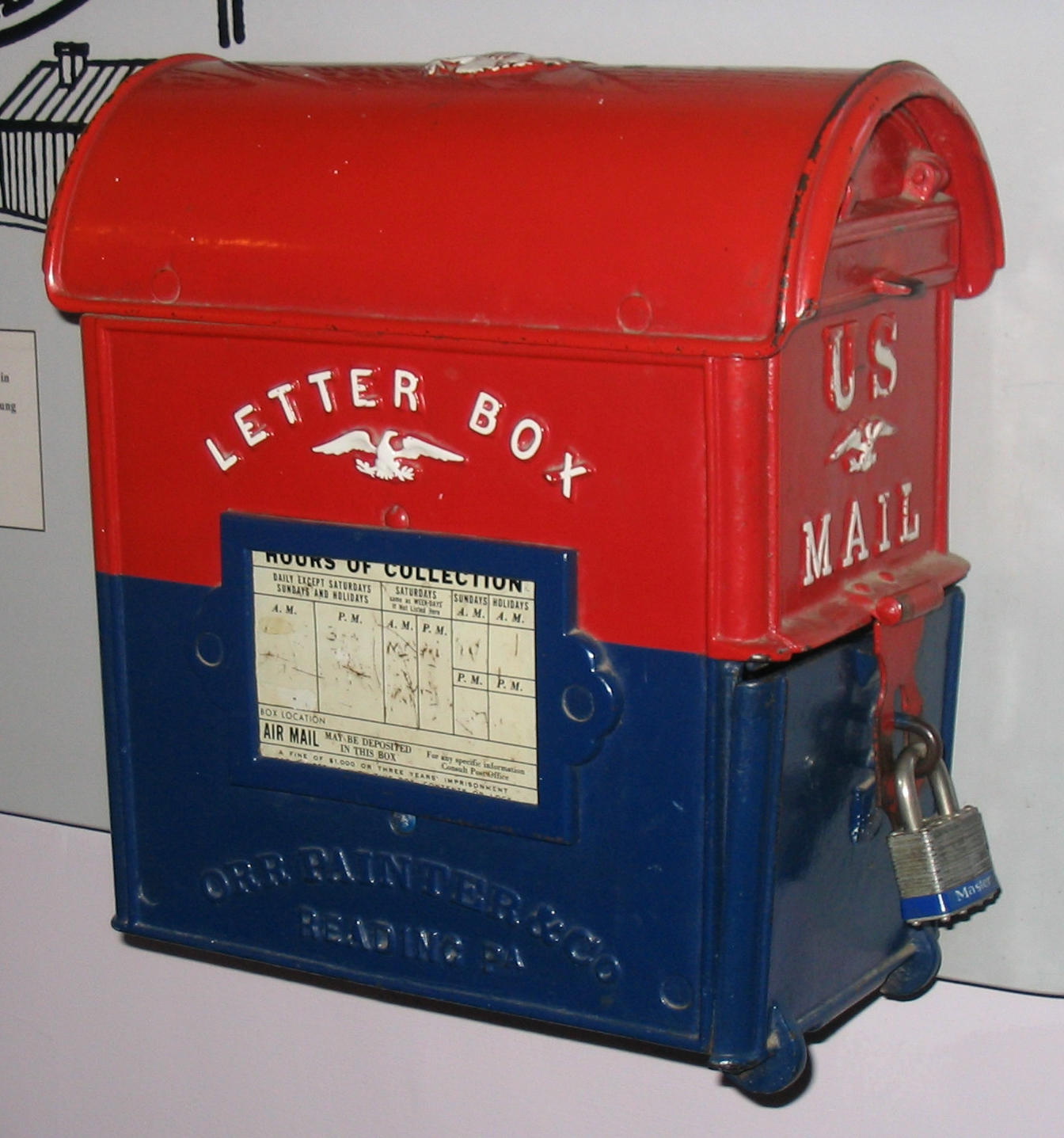
Un pezzo d'antiquariato: una vecchia cassetta postale degli Stati Uniti

La definizione di oggetto d'antiquariato varia da fonte a fonte, da prodotto a prodotto e da anno ad anno, ma esistono alcuni concetti ormai consolidati.
In termini generali, un pezzo d'antiquariato è un oggetto, un mobile, un libro e simili prodotto in un periodo anteriore considerato di valore per la sua bellezza o rarità. Ad esempio, negli Stati Uniti si definisce oggetto d'antiquariato un articolo che ha almeno da 50 a 100 anni ed è collezionato o desiderabile a causa della rarità, condizione, utilità o altra caratteristica unica. Per contro negli Stati Uniti veicoli a motore, utensili e altri articoli soggetti ad uso intensivo possono essere considerati di antiquariato se sono più vecchi di 25 anni, e così anche alcuni congegni elettronici di annate più recenti.
Questa definizione consente di distinguere tra pezzi d'antiquariato veri e propri, articoli d'annata o vintage e oggetti da collezione.
Il termine "pezzo d'antiquariato" si usa a volte anche in senso scherzoso o spregiativo, per indicare un oggetto molto vecchio e ormai obsoleto, ad esempio in una frase come: Questo televisore è un vero pezzo d'antiquariato. Dovrò decidermi a cambiarlo.

## Storia
Già nell'antica Roma durante l'età ellenistica si pagavano cifre alte per acquistare le pitture e le sculture dei maestri greci del periodo classico. Visto che, spesso, l'originale non era nemmeno ottenibile, iniziò allora la tendenza a realizzare varie copie di esso, consentendo a queste opere di sopravvivere, con qualche probabilità in più, nel tempo.
Durante il Medioevo divennero particolarmente ricercati i manoscritti latini e greci, copiati nelle corti e nei monasteri.
Nel Rinascimento si costruirono le prime grandi biblioteche ed incominciò la ricerca dei codici. Inoltre a Roma si realizzarono grandi scavi per ricercare opere del passato, che spesso venivano esportate.
Fino alla formazione di una società borghese, l'antiquariato restò esclusivamente di appannaggio delle grandi e ricche famiglie, e solamente verso la fine del Settecento, nacque la figura dell'antiquario moderno, che vende o attraverso un'asta o tramite la sua bottega.

## Mobili antichi

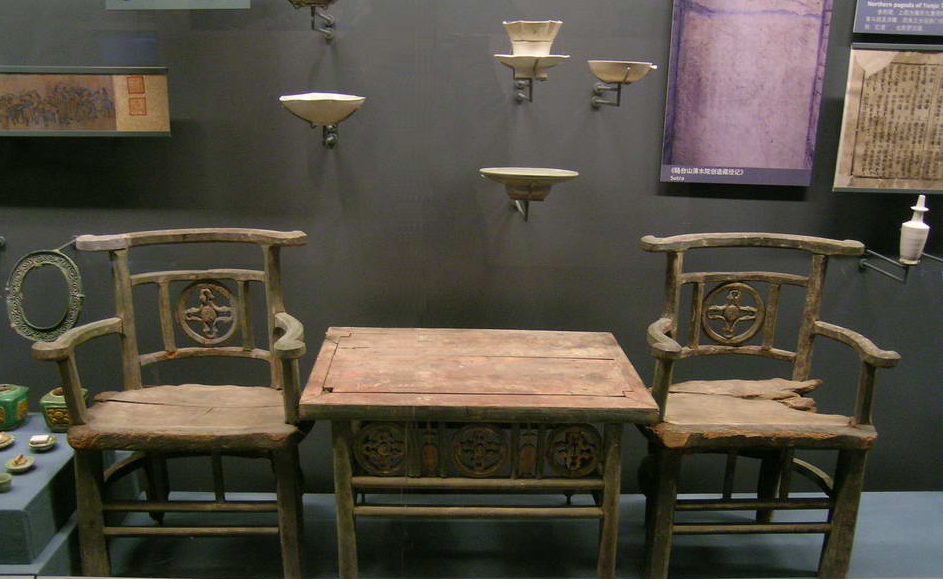
Mobili antichi della dinastia cinese Liao

La collezione di mobili antichi è un settore dell'antiquariato particolarmente popolare a causa delle caratteristiche pratiche di questi oggetti. I mobili antichi comprendono tavoli da pranzo, sedie, scrittoi, cassettoni ecc. I legni più comuni sono mogano, quercia, pino, noce e palissandro. Nei mobili antichi cinesi il legno più comune è l'olmo, un legno presente in molte regioni. Ciascun legno ha la propria rana e il proprio colore distintivi. Molti mobili moderni usano il laminato o l'impiallacciatura per ottenere lo stesso effetto a buon mercato. Ci sono molti stili diversi di mobili antichi, a seconda di quando e dove sono stati realizzati. Gli stili più comuni comprendono Arts & Crafts, Georgiano, Regency e Vittoriano. Credenze particolari del puritanesimo degli Shakers hanno sviluppato anche un proprio stile a tema puritano non solo nell'abbigliamento ma anche nell'arredamento, in questo ultimo caso spogliato di qualsiasi tipo di aggiunte decorative . A lungo considerati puramente utilitaristi, i mobili degli Shakers negli ultimi anni hanno attirato l'attenzione di molti designer negli Stati Uniti che vedono in anteprima del minimalismo attuale. Negli Stati Uniti, gli Shakers sono principalmente conosciuti per questo motivo, molto più che per le loro opinioni religiose, e i loro mobili d'epoca sono venduti a prezzi molto elevati e ricercati soprattutto da esperti del mondo del design e dell'antiquariato.